# Rallye Safari 1980
Le Rallye Safari 1980 (28th East African Safari), disputé du 3 au 7 avril 1980, est la soixante-dix-neuvième manche du championnat du monde des rallyes (WRC) courue depuis 1973, et la quatrième manche du championnat du monde des rallyes 1980.

## Contexte avant la course

### Le championnat du monde

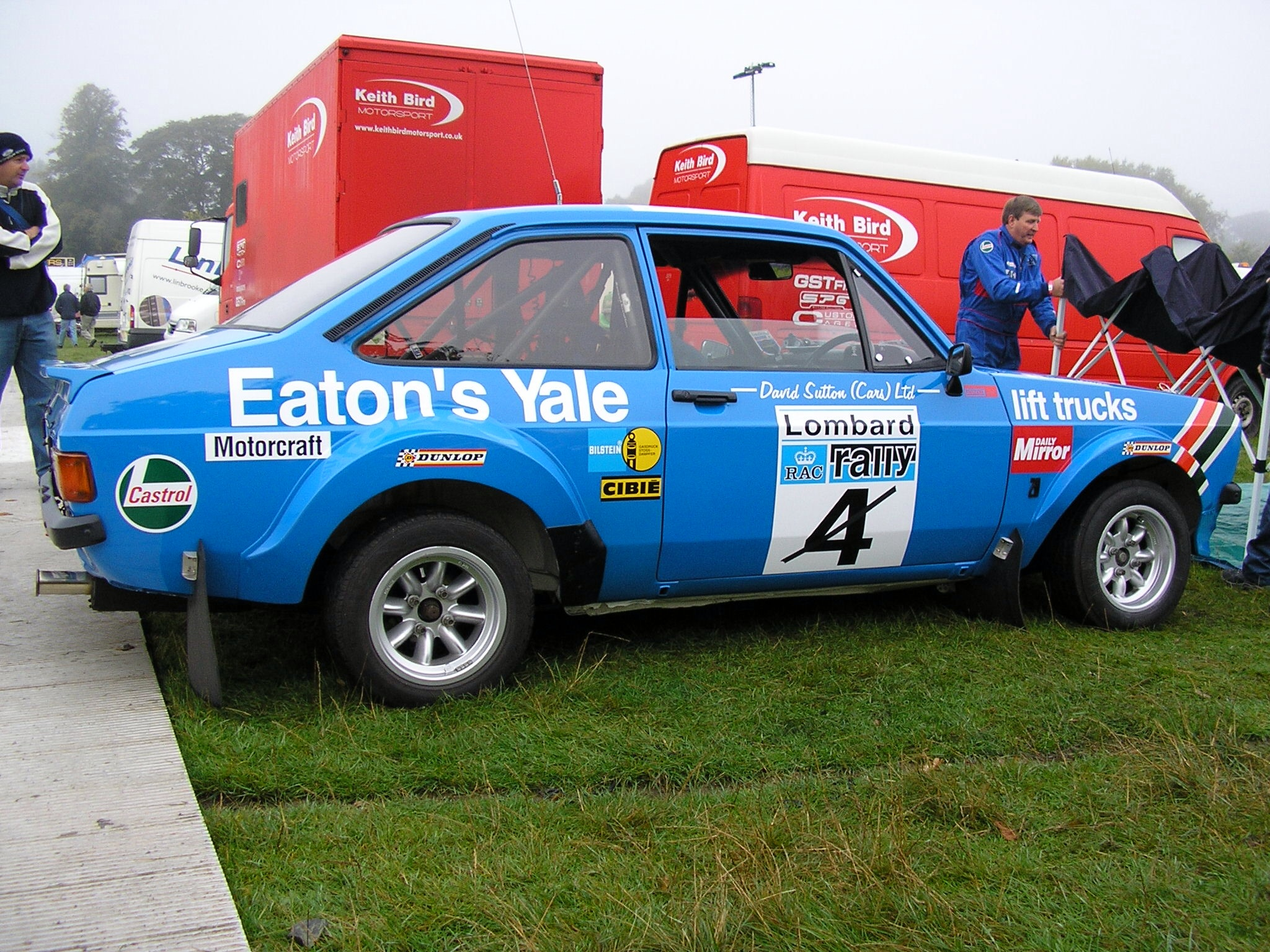
Après l'obtention du titre de champion du monde des constructeurs en 1979 avec l'Escort RS1800, Ford a officiellement cessé son implication en rallye.

Ayant succédé en 1973 au championnat international des marques (en vigueur de 1970 à 1972), le championnat du monde des rallyes se dispute sur une douzaine de manches, dont les plus célèbres épreuves routières internationales, telles le Rallye Monte-Carlo, le Safari ou le RAC Rally. Parallèlement au championnat des constructeurs, la Commission Sportive Internationale (CSI) a depuis 1979 créé un véritable championnat des pilotes qui fait suite à la controversée Coupe des conducteurs instaurée en 1977, dont le calendrier incluait des épreuves de second plan. Pour la saison 1980, la CSI a exclu les manches suédoise et finlandaise du championnat constructeurs, ces deux rallyes comptant uniquement pour le classement des pilotes. Huit des douze manches du calendrier se disputent en Europe, deux en Afrique, une en Amérique du Sud et une en Océanie. Elles sont réservées aux voitures des catégories suivantes :
- Groupe 1 : voitures de tourisme de série
- Groupe 2 : voitures de tourisme spéciales
- Groupe 3 : voitures de grand tourisme de série
- Groupe 4 : voitures de grand tourisme spéciales

Avec cinq grands constructeurs (Datsun, Fiat, Opel, Talbot et Toyota) régulièrement engagés et l'implication de Mercedes-Benz dans six des dix épreuves du calendrier, la saison 1980 présente une affiche de très haut niveau, malgré le retrait officiel de Ford, champion du monde 1979, désormais représenté par des équipes privées. Après ses deux succès au Rallye Monte-Carlo et au Portugal avec Walter Röhrl, Fiat est en tête du championnat des marques, le pilote allemand étant en tête de celui des pilotes. La marque italienne ne participe cependant pas au Safari cette année, laissant Datsun et Mercedes s'affronter sur les pistes kényanes où une victoire est synonyme d'immenses retombées commerciales sur le continent africain.

### L'épreuve
Créé en 1953, à l'époque du protectorat britannique, le Safari est l'une des plus difficiles épreuves sur terre, se disputant sur des pistes exigeant une grande robustesse des voitures et des équipages, qui doivent souvent affronter des conditions extrêmes (poussière et rocaille en période sèche, ou bourbiers et gués si la saison des pluies a déjà débuté. Contrairement aux épreuves européennes, le classement de la course est établi sur la base du temps imparti, les moyennes imposées élevées entre les nombreux contrôles horaires (C.H.) du parcours rendant l'épreuve très sélective. Avec trois succès en 1965, 1974 et 1976, le Kényan Joginder Singh y détient le record de victoires.

## Le parcours
- départ : 3 avril 1980 de Nairobi
- arrivée : 7 avril 1980 à Nairobi
- distance : 5 441 km (5 509 km initialement prévus)

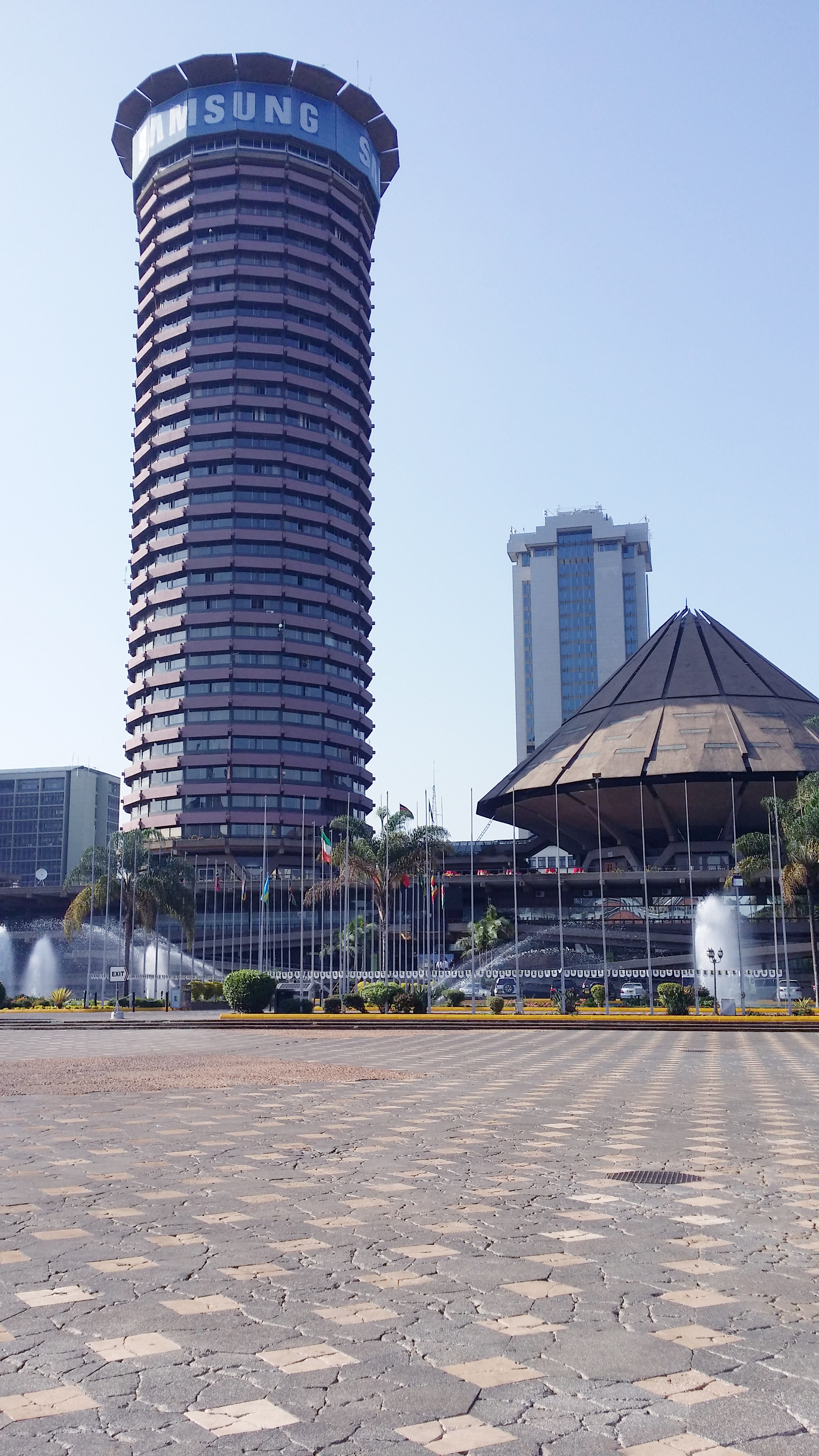
Le KICC de Nairobi, point de départ du Safari.

- surface : terre et rocaille, asphalte (minoritaire)
- Parcours divisé en trois étapes, 92 contrôles horaires (C.H.), 95 contrôles initialement prévus[3]

### Première étape
- Nairobi - Kisumu (C.H. n°13) - Eldoret (C.H. n°23) - Nakuru (C.H. n°29) - Nairobi (C.H. n°35), du 3 au 4 avril
- distance : 1 889 km, 35 contrôles horaires

### Deuxième étape
- Nairobi - Machakos (C.H. n°38) - Mwatate (C.H. n°44) - Mombasa (C.H. n°54) - Machakos (C.H. n°68) - Nairobi (C.H. n°71), du 5 au 6 avril
- distance : 1 875 km, 33 contrôles horaires (1 943 km et 36 contrôles initialement prévus)

### Troisième étape
- Nairobi - Naivasha (C.H. n°73) - Colcheccio (C.H. n°81) - Meru (C.H. n°86) - Nyeri (C.H. n°90) - Nairobi (C.H. n°95), du 6 au 7 avril
- distance : 1 677 km, 24 contrôles horaires[4]

## Les forces en présence
- Datsun

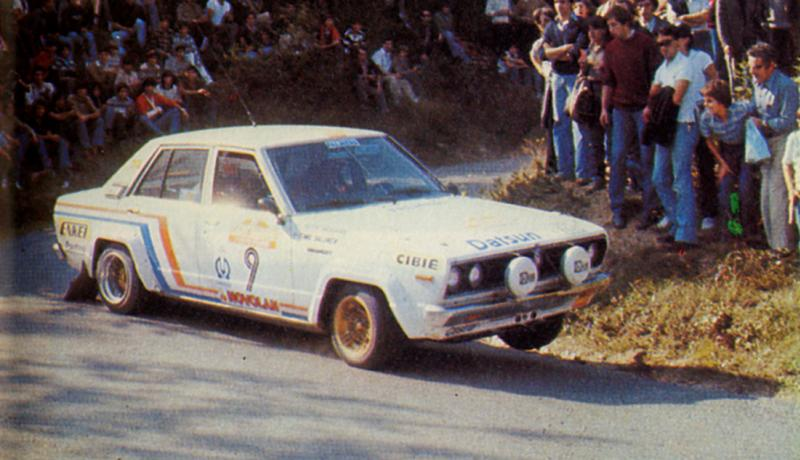
La Datsun 160J groupe 2, vue ici lors d'une épreuve européenne, s'est imposée au Safari en 1979.

Vainqueur de la dernière édition du Safari, le constructeur japonais comptait faire débuter ici la nouvelle version groupe 4 de la berline 160J, mais un problème d'homologation de cette version GT (faute des 400 exemplaires requis) a obligé la marque à se rabattre sur les versions groupe 2 (1150 kg, moteur quatre cylindres de deux litres de cylindrée à simple arbre à cames, 190 à 200 chevaux, soit une quarantaine de moins que la version groupe 4 à double arbre et seize soupapes). L'usine a engagé quatre 160J groupe 2 pour Shekhar Mehta, Rauno Aaltonen, Harry Källström et Mike Kirkland. Engagés à titre privé, Johnny Hellier et Jayant Shah disposent de modèles identiques. D'autre part, le pilote japonais Yoshio Iwashita, qui prendra le départ sur un coupé Silvia équipé du même moteur que les berlines groupe 2, bénéficiera du soutien de l'usine. Les Datsun sont toutes équipées de pneumatiques Dunlop.
- Mercedes-Benz

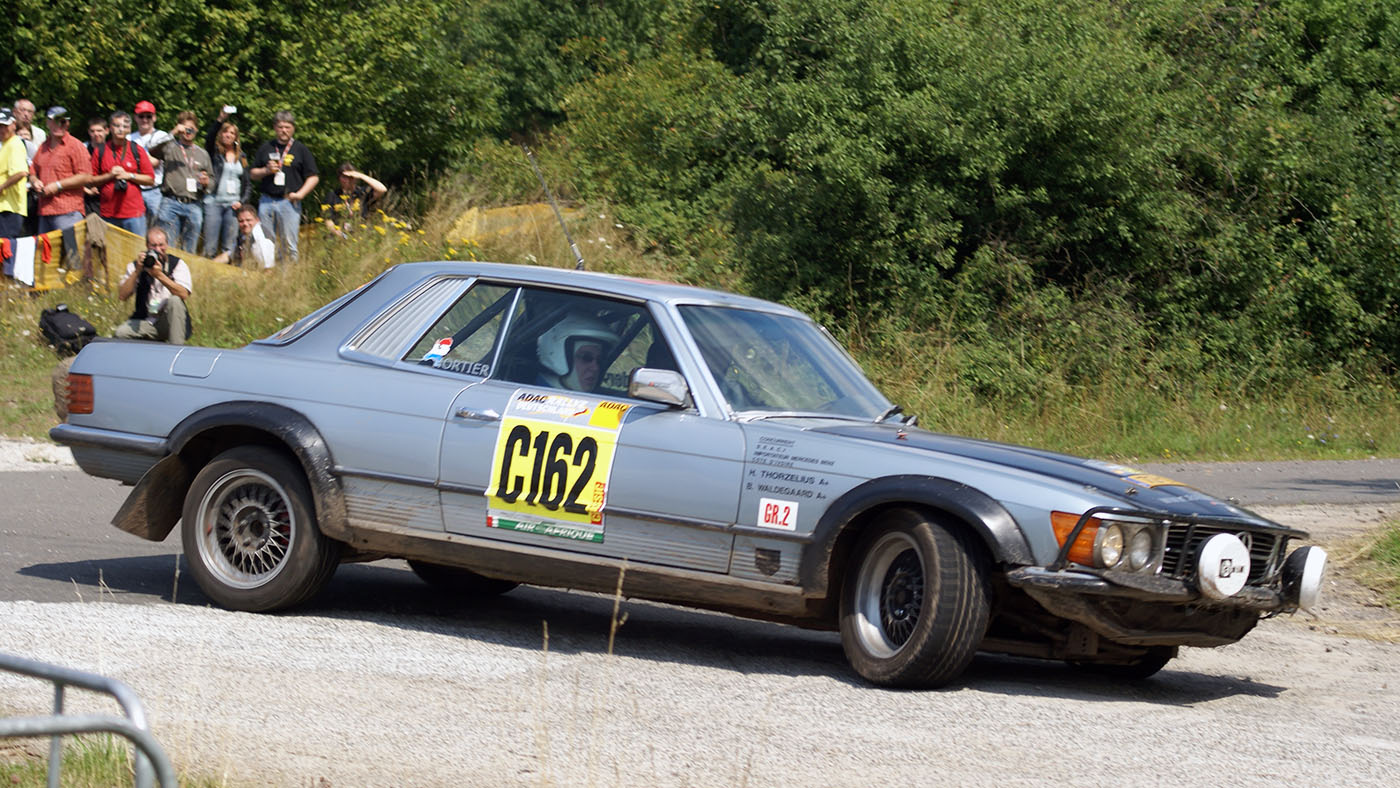
Les Mercedes 450 SLC groupe 4 sont les favorites de l'épreuve.

La firme de Stuttgart a une nouvelle fois déployé d’immenses moyens pour l'épreuve africaine. Cinq coupés 450 SLC 5.0 groupe 4 ont été minutieusement préparés. Ils sont aux mains de Björn Waldegård, Hannu Mikkola, Andrew Cowan, Vic Preston Jr et Joginder Singh, ce dernier n'étant pas engagé par l'usine mais bénéficiant toutefois de l'assistance de la marque, comprenant un hélicoptère, trois avions, trois camions, trois véhicules tout-terrain et deux breaks, ainsi que deux coupés d'intervention rapide ! Les coupés groupe 4 pèsent 1350 kg et sont équipés d'un moteur V8 de cinq litres de cylindrée développant 315 chevaux à 5600 tr/min, qui autorise une vitesse de pointe de 250 km/h. Preston est le seul à disposer de la nouvelle boîte de vitesses à quatre rapports, les quatre autres pilotes lui préférant la boîte trois vitesses, jugée plus fiable. Comme les Datsun, les Mercedes utilisent des pneus Dunlop.
- Opel

La filiale allemande de General Motors engage deux Opel Ascona 400 groupe 4 pour Anders Kulläng et Jochi Kleint. En version piste, ces voitures bénéficient de suspensions renforcées, d'une garde au sol de 25 cm, d'un blindage de protection sous le châssis et pèsent 1250 kg. Leur moteur quatre cylindres de 2420 cm3 développé chez Cosworth délivre 240 chevaux dans sa version Safari (contre 260 pour les épreuves européennes). Les Opel sont équipées de pneus Michelin.
- Peugeot

La marque française a fait l'impasse sur l'épreuve kényane mais est néanmoins représentée par Bert Shankland, vainqueur de l'épreuve en 1966 et 1967, qui s'aligne sur une berline Peugeot 504 groupe 4 engagée par l'importateur local.

## Déroulement de la course

### Première étape

#### Nairobi - Kisumu

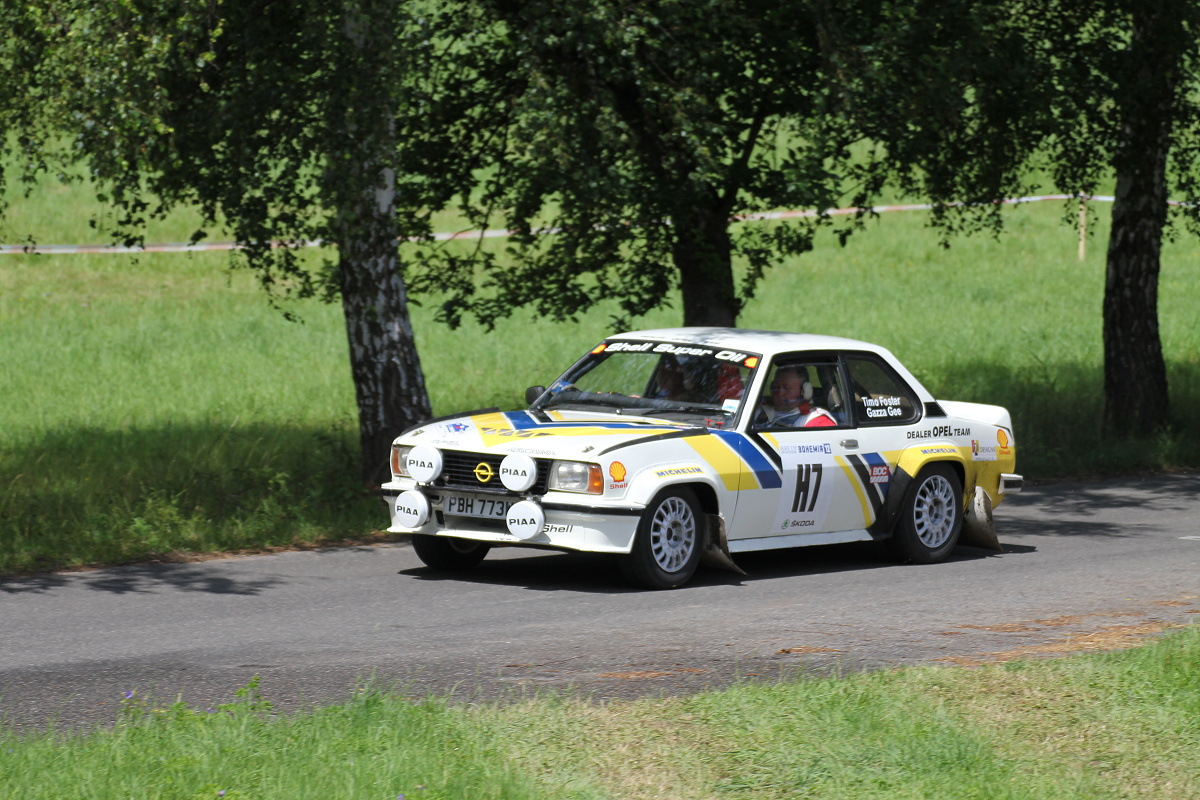
Crevaisons multiples et mauvais réglages du moteur ont empêché les Opel Ascona 400 d'arbitrer le duel Datsun - Mercedes.

Les 58 équipages s'élancent de Nairobi le jeudi après-midi vers l'ouest du pays, les départs étant donnés toutes les deux minutes. La saison des pluies n’est pas commencée et les routes sont sèches. Les tout premiers tronçons, jusque Hell's Gate, ne posent aucune difficulté, les favoris se tenant en une minute. Les concurrents abordent ensuite des pistes très poussiéreuses et les écarts commencent à se creuser. Les Datsun de Shekhar Mehta (qui ouvre la route) et d'Harry Källström se relaient en tête, profitant des crevaisons ayant pénalisé les coupés Mercedes de Björn Waldegård et de Hannu Mikkola ainsi que l'Opel de Jean-Pierre Nicolas. Dans le district de Nyando, Mehta reprend l'avantage sur Källström et rallie Kisumu en fin d'après-midi avec une avance de quatre minutes sur le pilote suédois. Un moment troisième, leur coéquipier Rauno Aaltonen a subi deux crevaisons successives et rétrogradé à la cinquième place derrière les Mercedes de Waldegård et d'Andrew Cowan tandis que Mikkola a perdu près d'une demi-heure et de nombreuses places à cause de problèmes d'injection puis de freinage. Sixième, Nicolas se plaint de son moteur qui ne fonctionne pas bien à haut régime ; sur la seconde Opel, Jochi Kleint, qui connaît le même problème moteur, est très attardé après des crevaisons à répétition.
| Pos. | Pilote              | Copilote         | Voiture                   | Groupe | Écart    |
| ---- | ------------------- | ---------------- | ------------------------- | ------ | -------- |
| 1    | Shekhar Mehta       | Mike Doughty     | Datsun 160J PA10          | 2      |          |
| 2    | Harry Källström     | Claes Billstam   | Datsun 160J PA10          | 2      | + 4 min  |
| 3    | Björn Waldegård     | Hans Thorszelius | Mercedes-Benz 450 SLC 5.0 | 4      | + 7 min  |
| 4    | Andrew Cowan        | Klaus Kaiser     | Mercedes-Benz 450 SLC 5.0 | 4      | + 11 min |
| 5    | Rauno Aaltonen      | Lofty Drews      | Datsun 160J PA10          | 2      | + 12 min |
| 6    | Jean-Pierre Nicolas | Henry Liddon     | Opel Ascona 400           | 4      |          |

#### Kisumu - Nakuru

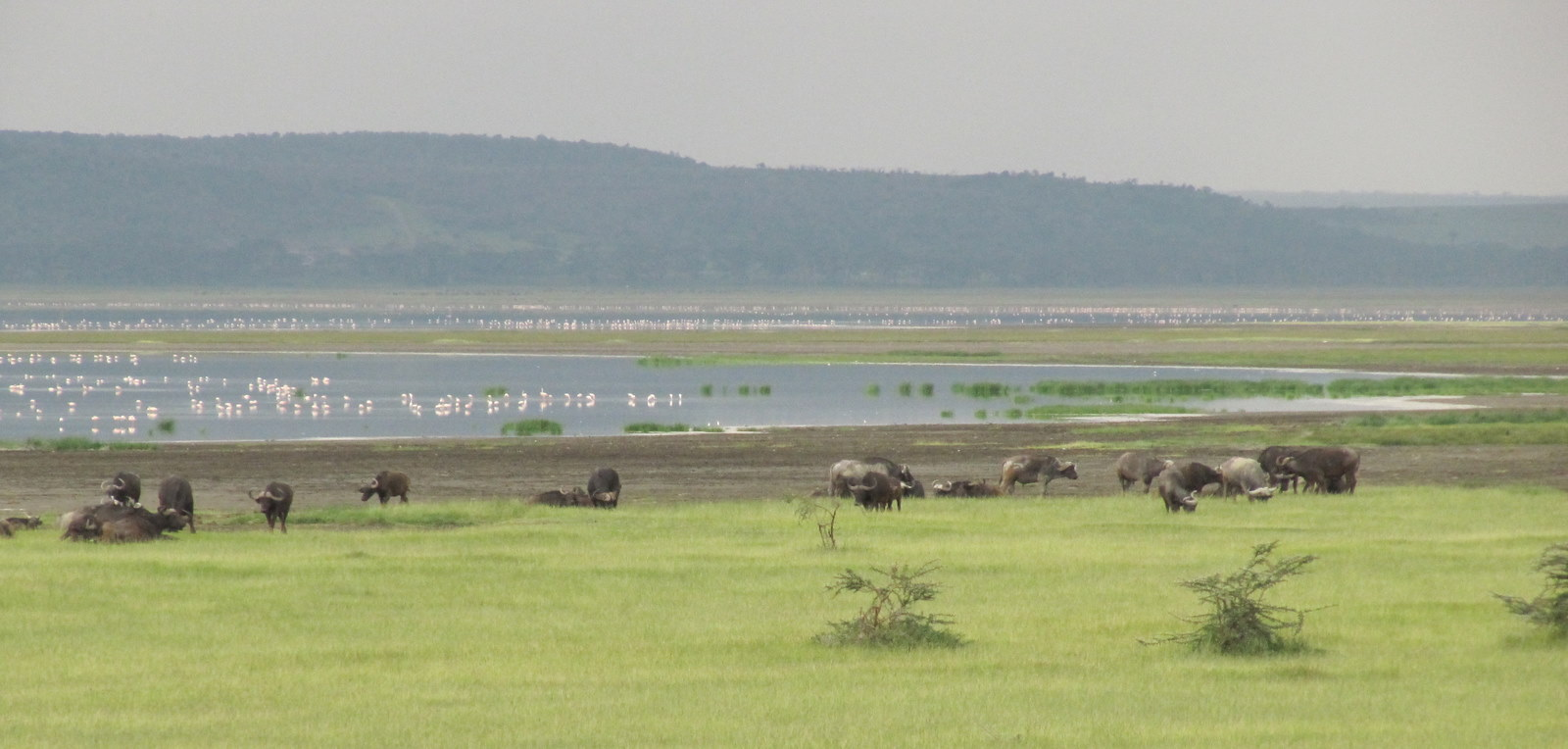
Les abords du lac Nakuru, sur le parcours de la première étape.

La liaison entre Kisumu et Nakuru s'effectue de nuit. A l'exception de Joginder Singh qui effectue deux tonneaux peu après être reparti, les pilotes Mercedes se montrent les plus rapides sur ce tronçon, et remontent au classement, Waldegård dépossédant Källström de la deuxième place pour revenir à une minute de Mehta, qui conserve la tête de la course le vendredi matin. Cowan, toujours quatrième, est revenu à trois minutes de Källström, tandis que Mikkola est remonté en sixième position, à seulement deux minutes d'Aaltonen. Sur la quatrième Mercedes officielle, Preston est désormais septième, devant Nicolas dont le moteur semble mieux fonctionner mais qui a cependant perdu du temps à cause de nouvelles crevaisons et de problèmes d'amortisseurs.
| Pos. | Pilote              | Copilote         | Voiture                   | Groupe | Écart    |
| ---- | ------------------- | ---------------- | ------------------------- | ------ | -------- |
| 1    | Shekhar Mehta       | Mike Doughty     | Datsun 160J PA10          | 2      |          |
| 2    | Björn Waldegård     | Hans Thorszelius | Mercedes-Benz 450 SLC 5.0 | 4      | + 1 min  |
| 3    | Harry Källström     | Claes Billstam   | Datsun 160J PA10          | 2      | + 9 min  |
| 4    | Andrew Cowan        | Klaus Kaiser     | Mercedes-Benz 450 SLC 5.0 | 4      | + 12 min |
| 5    | Rauno Aaltonen      | Lofty Drews      | Datsun 160J PA10          | 2      | + 30 min |
| 6    | Hannu Mikkola       | Arne Hertz       | Mercedes-Benz 450 SLC 5.0 | 4      | + 32 min |
| 7    | Vic Preston Jr      | John Lyall       | Mercedes-Benz 450 SLC 5.0 | 4      | + 50 min |
| 8    | Jean-Pierre Nicolas | Henry Liddon     | Opel Ascona 400           | 4      | + 58 min |

#### Nakuru - Nairobi
Les Mercedes sont de nouveau les plus rapides lors du retour vers la capitale, Waldegård profitant de la pointe de vitesse de son coupé pour dépasser Mehta et ainsi ouvrir la route, s'affranchissant des problèmes de poussière. Malgré plusieurs crevaisons, le champion du monde parvient à limiter les pénalités et va rejoindre Nairobi en tête, avec une minute d'avance sur la Datsun de Mehta. Une double crevaison de Källström a permis à Cowan de s'emparer de la troisième place, tandis que Mikkola est maintenant cinquième, devant Aaltonen et Preston. Derrière les quatre Mercedes et les trois Datsun, Nicolas se maintient en huitième position, mais compte désormais une heure de retard sur la voiture de tête. Sur les cinquante-huit équipages au départ, trente-huit sont encore en course.
| Pos. | Pilote              | Copilote           | Voiture                   | Groupe | Pénalisations | Écart        |
| ---- | ------------------- | ------------------ | ------------------------- | ------ | ------------- | ------------ |
| 1    | Björn Waldegård     | Hans Thorszelius   | Mercedes-Benz 450 SLC 5.0 | 4      | 1 h 02 min    |              |
| 2    | Shekhar Mehta       | Mike Doughty       | Datsun 160J PA10          | 2      | 1 h 03 min    | + 1 min      |
| 3    | Andrew Cowan        | Klaus Kaiser       | Mercedes-Benz 450 SLC 5.0 | 4      | 1 h 11 min    | + 9 min      |
| 4    | Harry Källström     | Claes Billstam     | Datsun 160J PA10          | 2      | 1 h 13 min    | + 11 min     |
| 5    | Hannu Mikkola       | Arne Hertz         | Mercedes-Benz 450 SLC 5.0 | 4      | 1 h 31 min    | + 29 min     |
| 6    | Rauno Aaltonen      | Lofty Drews        | Datsun 160J PA10          | 2      | 1 h 35 min    | + 33 min     |
| 7    | Vic Preston Jr      | John Lyall         | Mercedes-Benz 450 SLC 5.0 | 4      | 1 h 51 min    | + 49 min     |
| 8    | Jean-Pierre Nicolas | Henry Liddon       | Opel Ascona 400           | 4      | 2 h 02 min    | + 1 h 00 min |
| 9    | Mike Kirkland       | Dave Haworth       | Datsun 160J PA10          | 2      | 2 h 22 min    | + 1 h 20 min |
| 10   | Johnny Hellier      | Chris Bates        | Datsun 160J PA10          | 2      | 2 h 41 min    | + 1 h 39 min |
| 11   | Jochi Kleint        | Gunther Wanger     | Opel Ascona 400           | 4      | 2 h 43 min    | + 1 h 41 min |
| 12   | Yoshio Iwashita     | Yoshimasa Nakahara | Datsun Silvia S110        | 2      | 2 h 54 min    | + 1 h 52 min |
| 13   | Bert Shankland      | Brian Barton       | Peugeot 504               | 4      | 3 h 40 min    | + 2 h 38 min |
| 14   | Joginder Singh      | Parker Stevenson   | Mercedes-Benz 450 SLC 5.0 | 4      | 3 h 45 min    | + 2 h 43 min |

### Deuxième étape

#### Nairobi - Mombasa
Les équipages repartent au cours de la nuit en direction de l'océan Indien. Alors qu'il revenait sur Källström, Mikkola casse son pont arrière peu après Emali. Comme la Mercedes s'est immobilisée dans un nuage de poussière, son copilote Arne Hertz en sort pour signaler l'obstacle aux autres concurrents ; il va malheureusement être heurté à la main par le rétroviseur de la Mitsubishi de Noor, qui l'a vu au dernier moment. Avec deux doigts fracturés, Hertz est alors conduit en urgence à l'hôpital de Mombasa. Mikkola se retrouve sans copilote, mais l'équipe d'assistance, rendue sur place, effectue néanmoins le remplacement de la transmission. Le directeur sportif de l'équipe allemande, Erich Waxenberger, prend la place du copilote et Mikkola repart, mais les organisateurs n’acceptent pas le changement et l'équipage est déclaré hors course au contrôle suivant. Cependant, Waldegård accentue légèrement son avance sur Mehta, retardé par des problèmes de pression d'huile puis par une crevaison. Derrière, alors que Cowan et Källström sont toujours au coude à coude pour la troisième place, Nicolas est retardé par une sortie de route due à une rupture d'une biellette de direction ; le pilote français chute en dixième position. Les équipages atteignent Mombasa en début de soirée, pour une halte de quelques heures. Waldegård a conservé trois minutes d'avance sur Mehta, tandis que Cowan et Källström occupent la troisième place ex-æquo, devant Källström et Preston. Cette partie du parcours a entraîné de nouveaux abandons, seulement vingt-neuf équipages restant en course.

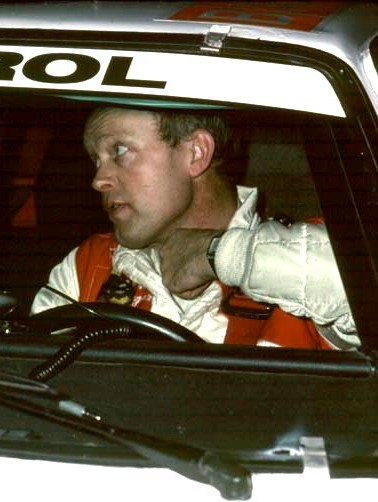
A mi-parcours, Björn Waldegård mène la course d'une courte tête.

| Pos. | Pilote              | Copilote         | Voiture                   | Groupe | Écart   |
| ---- | ------------------- | ---------------- | ------------------------- | ------ | ------- |
| 1    | Björn Waldegård     | Hans Thorszelius | Mercedes-Benz 450 SLC 5.0 | 4      |         |
| 2    | Shekhar Mehta       | Mike Doughty     | Datsun 160J PA10          | 2      | + 3 min |
| 3    | Andrew Cowan        | Klaus Kaiser     | Mercedes-Benz 450 SLC 5.0 | 4      |         |
| 3=   | Harry Källström     | Claes Billstam   | Datsun 160J PA10          | 2      |         |
| 5    | Rauno Aaltonen      | Lofty Drews      | Datsun 160J PA10          | 2      |         |
| 6    | Vic Preston Jr      | John Lyall       | Mercedes-Benz 450 SLC 5.0 | 4      |         |
| 7    | Mike Kirkland       | Dave Haworth     | Datsun 160J PA10          | 2      |         |
| 8    | Jean-Pierre Nicolas | Henry Liddon     | Opel Ascona 400           | 4      |         |

#### Mombasa - Nairobi
Les dix-neuf voitures restant en course quittent Mombasa au début de la nuit, les départs étant donnés toutes les quatre minutes. Kallström, alors troisième derrière Waldegård et Mehta, est rapidement éliminé, le joint de culasse de sa Datsun ayant lâché aux environs de Mitangoni. Waldegård force l'allure et porte bientôt son avance sur Mehta et Cowan, désormais ex-æquo, à treize minutes. Les écarts vont dès lors rester stables jusque Sultan Hamud, mais alors qu’il ne reste plus qu'une centaine de kilomètres à parcourir pour rejoindre Nairobi, Waldegård effectue une sortie de route, perdant trois quarts d'heure sur ses adversaires ; le pilote suédois chute à la quatrième place, derrière Mehta et Cowan, maintenant co-leaders de l’épreuve, et Aaltonen. Cowan se détache légèrement en fin d'étape et regagne la capitale avec une petite minute d'avance sur Mehta et près d'une demi-heure sur Aaltonen et Waldegård. Seuls ces quatre hommes peuvent encore prétendre à la victoire finale, Preston, cinquième, comptant près d'une heure et demie de retard sur l'homme de tête.
| Pos. | Pilote              | Copilote           | Voiture                   | Groupe | Pénalisations | Écart        |
| ---- | ------------------- | ------------------ | ------------------------- | ------ | ------------- | ------------ |
| 1    | Andrew Cowan        | Klaus Kaiser       | Mercedes-Benz 450 SLC 5.0 | 4      | 1 h 32 min    |              |
| 2    | Shekhar Mehta       | Mike Doughty       | Datsun 160J PA10          | 2      | 1 h 33 min    | + 1 min      |
| 3    | Rauno Aaltonen      | Lofty Drews        | Datsun 160J PA10          | 2      | 2 h 00 min    | + 28 min     |
| 4    | Björn Waldegård     | Hans Thorszelius   | Mercedes-Benz 450 SLC 5.0 | 4      | 2 h 01 min    | + 29 min     |
| 5    | Vic Preston Jr      | John Lyall         | Mercedes-Benz 450 SLC 5.0 | 4      | 2 h 57 min    | + 1 h 25 min |
| 6    | Mike Kirkland       | Dave Haworth       | Datsun 160J PA10          | 2      | 3 h 01 min    | + 1 h 29 min |
| 7    | Jean-Pierre Nicolas | Henry Liddon       | Opel Ascona 400           | 4      | 3 h 54 min    | + 2 h 22 min |
| 8    | Yoshio Iwashita     | Yoshimasa Nakahara | Datsun Silvia S110        | 2      | 4 h 23 min    | + 2 h 51 min |
| 9    | Johnny Hellier      | Chris Bates        | Datsun 160J PA10          | 2      | 4 h 27 min    | + 2 h 55 min |
| 10   | Joginder Singh      | Parker Stevenson   | Mercedes-Benz 450 SLC 5.0 | 4      | 4 h 39 min    | + 3 h 07 min |
| 11   | Jochi Kleint        | Gunther Wanger     | Opel Ascona 400           | 4      | 4 h 47 min    | + 3 h 15 min |
| 12   | Bert Shankland      | Brian Barton       | Peugeot 504               | 4      | 5 h 03 min    | + 3 h 31 min |

### Troisième étape

#### Nairobi - Colcheccio
Les équipages repartent de Nairobi le dimanche après-midi. Waldegård, qui attaque très fort pour tenter de combler son retard, casse son pont arrière après une centaine de kilomètres, aux alentours de Naivasha ; il perd plus d'une heure et demie et toute chance de bien figurer. Son coéquipier Cowan, qui se maintenait en tête, perd une roue peu après, cédant le commandement à Mehta. Cowan va encore perdre du temps à cause d'une rupture du pont arrière de sa Mercedes, laissant le champ libre aux Datsun de Mehta et Aaltonen qui rallient Colcheccio aux deux premières places, loin devant la Mercedes de Preston, désormais le mieux placé de la marque de Stuttgart.
| Pos. | Pilote              | Copilote           | Voiture                   | Groupe | Écart        |
| ---- | ------------------- | ------------------ | ------------------------- | ------ | ------------ |
| 1    | Shekhar Mehta       | Mike Doughty       | Datsun 160J PA10          | 2      |              |
| 2    | Rauno Aaltonen      | Lofty Drews        | Datsun 160J PA10          | 2      |              |
| 3    | Vic Preston Jr      | John Lyall         | Mercedes-Benz 450 SLC 5.0 | 4      |              |
| 4    | Mike Kirkland       | Dave Haworth       | Datsun 160J PA10          | 2      |              |
| 5    | Andrew Cowan        | Klaus Kaiser       | Mercedes-Benz 450 SLC 5.0 | 4      | à 2 h 19 min |
| 6    | Björn Waldegård     | Hans Thorszelius   | Mercedes-Benz 450 SLC 5.0 | 4      | à 2 h 34 min |
| 7    | Jean-Pierre Nicolas | Henry Liddon       | Opel Ascona 400           | 4      | à 2 h 55 min |
| 8    | Yoshio Iwashita     | Yoshimasa Nakahara | Datsun Silvia S110        | 2      |              |

#### Colcheccio - Nairobi
Les équipages rescapés repartent de Colcheccio après une pause de quelques heures. Les positions semblent désormais acquises, la Mercedes de Cowan n'étant pas menaçante pour les deux Datsun de tête, sur lesquelles on a remplacé, par précaution, les ponts arrière (une opération qui ne prend qu'une dizaine de minutes sur ces voitures, contre trois quarts d'heure sur leurs concurrentes allemandes). Mehta et Aaltonen ne vont connaître aucun incident jusque l'arrivée, Mehta obtenant sa troisième victoire sur ses terres, égalant Joginder Singh au palmarès de l'épreuve. Cowan termine troisième loin des deux Datsun, avec une voiture dont la boîte automatique est en passe de lâcher. Le succès est total pour Datsun, qui non seulement réalise le doublé, mais place également trois autres voitures dans les dix premiers, avec Kirkland, Iwashita et Hellier, respectivement quatrième, septième et huitième à l'arrivée. Malchanceux lors des deux premières étapes, Nicolas parvient à terminer à la cinquième place, devant la Mercedes de Cowan, tandis que Waldegård, longtemps en tête de la course, finit très attardé en dixième position.

### Classement général
| Pos | No | Pilote              | Copilote           | Voiture                   | Pénalisations | Écart        | Groupe |
| --- | -- | ------------------- | ------------------ | ------------------------- | ------------- | ------------ | ------ |
| 1   | 1  | Shekhar Mehta       | Mike Doughty       | Datsun 160J PA10          | 3 h 27 min    |              | 2      |
| 2   | 10 | Rauno Aaltonen      | Lofty Drews        | Datsun 160J PA10          | 4 h 02 min    | + 35 min     | 2      |
| 3   | 15 | Vic Preston Jr      | John Lyall         | Mercedes-Benz 450 SLC 5.0 | 5 h 07 min    | + 1 h 40 min | 4      |
| 4   | 14 | Mike Kirkland       | Dave Haworth       | Datsun 160J PA10          | 5 h 45 min    | + 2 h 18 min | 2      |
| 5   | 2  | Jean-Pierre Nicolas | Henry Liddon       | Opel Ascona 400           | 6 h 41 min    | + 3 h 14 min | 4      |
| 6   | 5  | Andrew Cowan        | Klaus Kaiser       | Mercedes-Benz 450 SLC 5.0 | 7 h 03 min    | + 3 h 36 min | 4      |
| 7   | 9  | Yoshio Iwashita     | Yoshimasa Nakahara | Datsun Silvia S110        | 7 h 15 min    | + 3 h 48 min | 2      |
| 8   | 12 | Johnny Hellier      | Chris Bates        | Datsun 160J PA10          | 7 h 20 min    | + 3 h 53 min | 2      |
| 9   | 6  | Jochi Kleint        | Gunter Wanger      | Opel Ascona 400           | 7 h 22 min    | + 3 h 55 min | 4      |
| 10  | 3  | Björn Waldegård     | Hans Thorszelius   | Mercedes-Benz 450 SLC 5.0 | 7 h 33 min    | + 4 h 06 min | 4      |

### Hommes de tête
- Shekhar Mehta -  Mike Doughty (Datsun 160J PA10),  Björn Waldegård -  Hans Thorszelius (Mercedes-Benz 450 SLC 5.0),  Harry Källström -  Claes Billstam (Datsun 160J PA10),  Andrew Cowan -  Klaus Kaiser (Mercedes-Benz 450 SLC 5.0) &  Vic Preston Jr -  John Lyall (Mercedes-Benz 450 SLC 5.0) : du C.H. n°1 au C.H. n°4
- Andrew Cowan -  Klaus Kaiser (Mercedes-Benz 450 SLC 5.0) : C.H. n°5
- Shekhar Mehta -  Mike Doughty (Datsun 160J PA10) : du C.H. n°6 au C.H. n°7
- Harry Källström -  Claes Billstam (Datsun 160J PA10) : du C.H. n°8 au C.H. n°9
- Shekhar Mehta -  Mike Doughty (Datsun 160J PA10) : du C.H. n°10 au C.H. n°25
- Shekhar Mehta -  Mike Doughty (Datsun 160J PA10) &  Björn Waldegård -  Hans Thorszelius (Mercedes-Benz 450 SLC 5.0) : C.H. n°26
- Shekhar Mehta -  Mike Doughty (Datsun 160J PA10) : du C.H. n°27 au C.H. n°30
- Björn Waldegård -  Hans Thorszelius (Mercedes-Benz 450 SLC 5.0) : du C.H. n°31 au C.H. n°61
- Shekhar Mehta -  Mike Doughty (Datsun 160J PA10) &  Andrew Cowan -  Klaus Kaiser (Mercedes-Benz 450 SLC 5.0) : du C.H. n°62 au C.H. n°67
- Andrew Cowan -  Klaus Kaiser (Mercedes-Benz 450 SLC 5.0) : du C.H. n°68 au C.H. n°74
- Shekhar Mehta -  Mike Doughty (Datsun 160J PA10) : du C.H. n°75 au C.H. n°95

## Résultats des principaux engagés
| No | Pilote              | Copilote           | Voiture                   | Groupe | Classement général                                | Class. groupe |
| -- | ------------------- | ------------------ | ------------------------- | ------ | ------------------------------------------------- | ------------- |
| 1  | Shekhar Mehta       | Mike Doughty       | Datsun 160J PA10          | 2      | 1er                                               | 1er           |
| 2  | Jean-Pierre Nicolas | Henry Liddon       | Opel Ascona 400           | 4      | 5e à 3 h 14 min                                   | 3e            |
| 3  | Björn Waldegård     | Hans Thorszelius   | Mercedes-Benz 450 SLC 5.0 | 4      | 10e à 4 h 06 min                                  | 5e            |
| 4  | Harry Källström     | Claes Billstam     | Datsun 160J PA10          | 2      | ab. dans la 3e étape (moteur)                     | -             |
| 5  | Andrew Cowan        | Klaus Kaiser       | Mercedes-Benz 450 SLC 5.0 | 4      | 6e à 3 h 36 min                                   | 3e            |
| 6  | Jochi Kleint        | Gunther Wanger     | Opel Ascona 400           | 4      | 9e à 3 h 55 min                                   | 4e            |
| 7  | Hannu Mikkola       | Arne Hertz         | Mercedes-Benz 450 SLC 5.0 | 4      | ab. dans la 2e étape (copilote blessé)            | -             |
| 8  | Joginder Singh      | Parker Stevenson   | Mercedes-Benz 450 SLC 5.0 | 4      | 14e à 12 h 16 min                                 | 8e            |
| 9  | Yoshio Iwashita     | Yoshimasa Nakahara | Datsun Silvia S110        | 2      | 7e à 3 h 48 min                                   | 4e            |
| 10 | Rauno Aaltonen      | Lofty Drews        | Datsun 160J PA10          | 2      | 2e à 35 min                                       | 2e            |
| 11 | Rob Collinge        | Anton Levitan      | Range Rover               | 4      | 15e à 12 h 59 min                                 | 9e            |
| 12 | Johnny Hellier      | Chris Bates        | Datsun 160J PA10          | 2      | 8e à 3 h 53 min                                   | 5e            |
| 14 | Mike Kirkland       | Dave Haworth       | Datsun 160J PA10          | 2      | 4e à 2 h 18 min                                   | 3e            |
| 15 | Vic Preston Jr      | John Lyall         | Mercedes-Benz 450 SLC 5.0 | 4      | 3e à 1 h 40 min                                   | 1er           |
| 16 | Bert Shankland      | Brian Barton       | Peugeot 504               | 4      | 11e à 6 h 13 min                                  | 6e            |
| 17 | Mohamed Noor        | Mohamed Din        | Mitsubishi Lancer         | 2      | ab. dans la 2e étape (moteur)                     | -             |
| 18 | Jayant Shah         | Najeet Eisa        | Datsun 160J PA10          | 2      | 12e à 6 h 41 min                                  | 6e            |
| 21 | Takeshi Hirabayashi | Aslam Khan         | Subaru Leone 4WD          | 1      | 18e à 13 h 24 min                                 | 1er           |
| 22 | Rod Hall            | Peter Huth         | Datsun 160J PA10          | 2      | ab. dans la 1re étape (moteur)                    | -             |
| 24 | Robin Ulyate        | Ian Street         | Fiat 131 Abarth           | 4      | ab. dans la 1re étape (hors délai après accident) | -             |

## Classements des championnats à l'issue de la course

### Constructeurs
- attribution des points : 10, 9, 8, 7, 6, 5, 4, 3, 2, 1 respectivement aux dix premières marques de chaque épreuve, additionnés de 8, 7, 6, 5, 4, 3, 2, 1 respectivement aux huit premières de chaque groupe (seule la voiture la mieux classée de chaque constructeur marque des points). Les points de groupe ne sont attribués qu'aux concurrents ayant terminé dans les dix premiers au classement général.
- seuls les sept meilleurs résultats (sur dix épreuves) sont retenus pour le décompte final des points.

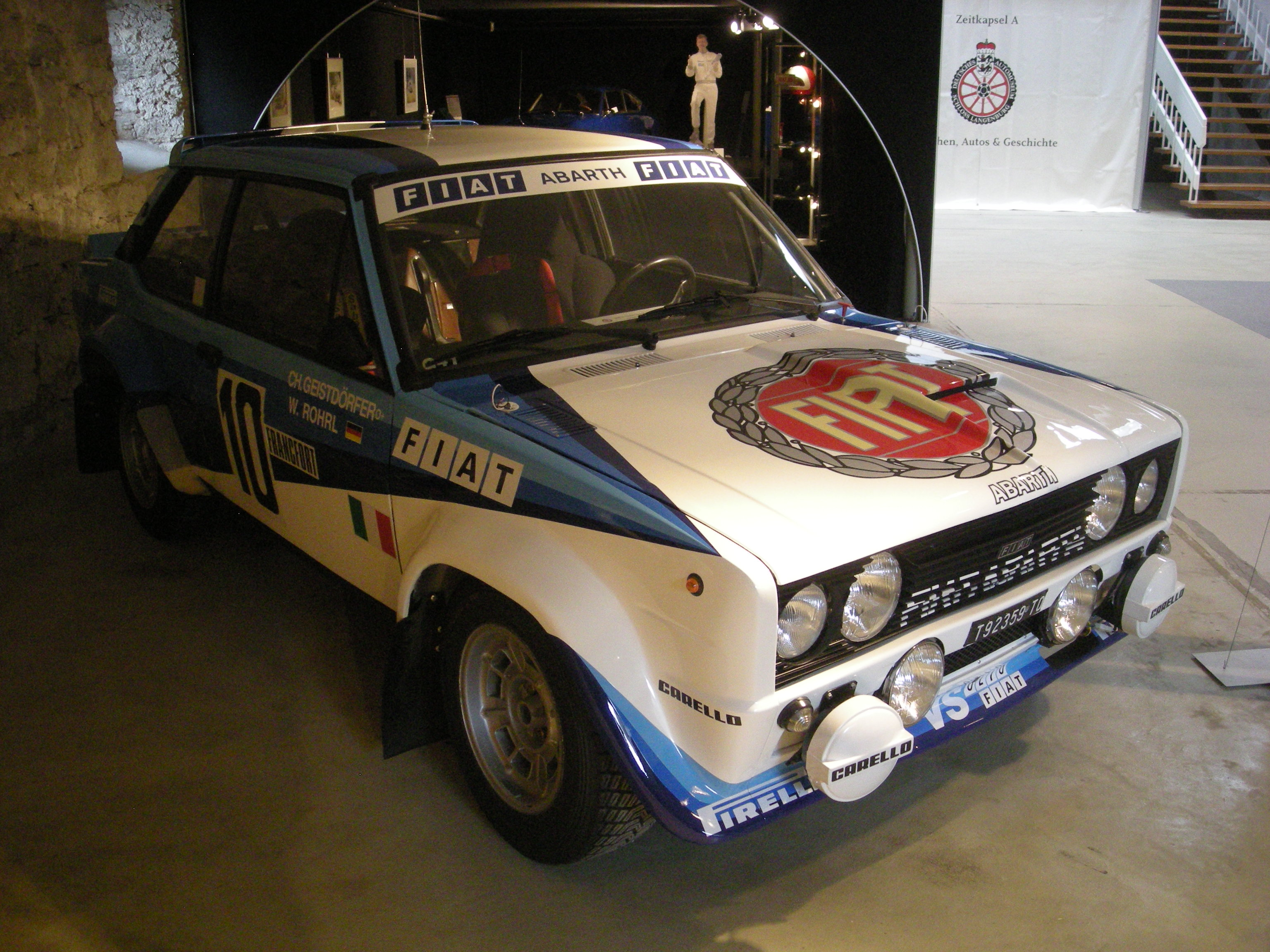
Bien qu'officiellement absent au Safari, Fiat conserve la tête du championnat du monde.

| Pos. | Marque        | Points | M-C  | POR  | SAF  | ACR | ARG | NZL | SAN | COR | RAC | BAN |
| ---- | ------------- | ------ | ---- | ---- | ---- | --- | --- | --- | --- | --- | --- | --- |
| 1    | Fiat          | 36     | 10+8 | 10+8 | -    |     |     |     |     |     |     |     |
| 2    | Mercedes-Benz | 29     | -    | 7+6  | 8+8  |     |     |     |     |     |     |     |
| 3    | Opel          | 25     | 7+5  | -    | 6+7  |     |     |     |     |     |     |     |
| 4    | Ford          | 20     | 2+6  | 4+8  | -    |     |     |     |     |     |     |     |
| 5    | Datsun        | 18     | -    | -    | 10+8 |     |     |     |     |     |     |     |
| 6    | Lancia        | 16     | 9+7  | -    | -    |     |     |     |     |     |     |     |
| 6=   | Talbot        | 16     | -    | 8+8  | -    |     |     |     |     |     |     |     |
| 8    | Volkswagen    | 14     | 6+8  | -    | -    |     |     |     |     |     |     |     |
| 9    | Porsche       | 10     | 2+8  | -    | -    |     |     |     |     |     |     |     |
| 10   | Toyota        | 9      | -    | 5+4  | -    |     |     |     |     |     |     |     |
| 11   | FSO           | 2      | -    | 1+1  | -    |     |     |     |     |     |     |     |

### Pilotes
- attribution des points : 20, 15, 12, 10, 8, 6, 4, 3, 2, 1 respectivement aux dix premiers de chaque épreuve.
- seuls les sept meilleurs résultats (sur douze épreuves) sont retenus pour le décompte final des points.

| Pos. | Pilote              | Marque               | Points | M-C | SUE | POR | SAF | ACR | ARG | FIN | NZL | SAN | COR | RAC | BAN |
| ---- | ------------------- | -------------------- | ------ | --- | --- | --- | --- | --- | --- | --- | --- | --- | --- | --- | --- |
| 1    | Walter Röhrl        | Fiat                 | 40     | 20  | -   | 20  | -   |     |     |     |     |     |     |     |     |
| 2    | Björn Waldegård     | Fiat, Mercedes-Benz¹ | 35     | 12  | 12  | 10¹ | 1¹  |     |     |     |     |     |     |     |     |
| 3    | Anders Kulläng      | Opel                 | 30     | 10  | 20  | -   | -   |     |     |     |     |     |     |     |     |
| 4    | Shekhar Mehta       | Datsun               | 20     | -   | -   | -   | 20  |     |     |     |     |     |     |     |     |
| 5    | Bernard Darniche    | Lancia               | 15     | 15  | -   | -   | -   |     |     |     |     |     |     |     |     |
| 5=   | Stig Blomqvist      | Saab                 | 15     | -   | 15  | -   | -   |     |     |     |     |     |     |     |     |
| 5=   | Markku Alén         | Fiat                 | 15     | -   | -   | 15  | -   |     |     |     |     |     |     |     |     |
| 5=   | Rauno Aaltonen      | Datsun               | 15     | -   | -   | -   | 15  |     |     |     |     |     |     |     |     |
| 9    | Guy Fréquelin       | Talbot               | 12     | -   | -   | 12  | -   |     |     |     |     |     |     |     |     |
| 9=   | Vic Preston Jr      | Mercedes-Benz        | 12     | -   | -   | -   | 12  |     |     |     |     |     |     |     |     |
| 11   | Per Eklund          | Volkswagen, Datsun¹  | 11     | 8   | 3¹  | -   | -   |     |     |     |     |     |     |     |     |
| 12   | Hannu Mikkola       | Ford                 | 10     | -   | 10  | -   | -   |     |     |     |     |     |     |     |     |
| 12=  | Mike Kirkland       | Datsun               | 10     | -   | -   | -   | 10  |     |     |     |     |     |     |     |     |
| 14   | Ingvar Carlsson     | BMW, Mercedes-Benz¹  | 9      | -   | 1   | 8¹  | -   |     |     |     |     |     |     |     |     |
| 15   | Björn Johansson     | Opel                 | 8      | -   | 8   | -   | -   |     |     |     |     |     |     |     |     |
| 15=  | Jean-Pierre Nicolas | Opel                 | 8      | -   | -   | -   | 8   |     |     |     |     |     |     |     |     |